# Der Nister
Pour les articles homonymes, voir Kaganovitch.
Pinkhas Mendelevitch Kaganovitch (en russe : Пинхус Менделевич Каганович ; né le 1er novembre 1884 à Berdytchiv en Ukraine, alors dans l'Empire russe, mort le 4 juin 1950 dans le camp du Goulag de Mineralnyi à Petchora) fut l'un des plus importants et prolifiques écrivains yiddish d'Union soviétique. Il fut aussi philosophe, traducteur et critique littéraire. Il a signé toutes ses œuvres du pseudonyme de Der Nister, en yiddish דער נסתּר, c'est-dire « Le Secret, Le Caché ».

## Biographie

### Les premières années
Pinkhas Kaganovitch naît dans une famille de commerçants hassidiques. Son père était marchand de poisson à Astrakhan. Il reçoit une éducation strictement religieuse. Son frère aîné Aaron, qui deviendra un hassid de Bratslav, aura beaucoup d'influence sur lui ; son frère cadet Motl (Max), deviendra sculpteur et s'établira comme marchand d'art reconnu à Paris (Galerie Max Kaganovitch).
C'est sa mère qui semble avoir été l'élément «progressiste » de la famille, en éveillant son intérêt pour les idées socialistes et sionistes. En 1905, il assiste au congrès du parti Poaley Tzion.
Il étudie la pédagogie et commence à enseigner à 20 ans. Il continuera à le faire pendant de nombreuses années, à côté de son activité littéraire.
À 23 ans, il publie à Vilnius son premier ouvrage, Gedankn un motivn - lider in prose. Comme tous ses autres ouvrages, il est rédigé dans sa langue maternelle, le yiddish, et signé Der Nister ; c'est un recueil de brèves considérations à dominante philosophique. Le pseudonyme de Der Nister, qui relève de l'herméneutique biblique, lui est sans doute inspiré par l'ancienne légende hassidique des Trente-six Justes cachés, sur lesquels reposerait l'existence du monde.

### La Première Guerre mondiale
Pour échapper à la conscription dans l'armée tsariste, Kaganovitch, quitte en 1907 sa ville natale pour Jytomyr. Il y donne des conférences privées en hébreu et y poursuit ses travaux littéraires. Il publie des poèmes et des nouvelles, et y fait la connaissance de l'écrivain yiddish Isaac Leib Peretz, qu'il admirait beaucoup. Peretz décèle ses talents littéraires ; il l'aide et l'encourage à publier son texte en prose Hecher fun der erd à Varsovie en 1910.
En 1912, Kaganovitch épouse Rochl Silberberg, une jeune institutrice de Jytomyr, qui donnera naissance à leur fille Hodel en 1914. Kaganovitch trouve du travail à Kiev, ce qui le fait sortir de la clandestinité et le conduit à s'installer officiellement dans cette ville.
De 1912 à 1920, il publie toute une série d'œuvres diverses (poèmes, récits, histoires pour enfants) dans lesquelles il développe progressivement un style narratif très personnel, fortement imprégné de symbolisme, et qui deviendra au fil des ans toujours plus raffiné et complexe.

### Les années 1920
En 1920, il s'établit pour quelques mois dans la colonie modèle de Malakovka près de Moscou, et y enseigne à des orphelins juifs, dont les parents ont été tués lors des pogroms tsaristes de 1904 à 1906. Malakovka était alors une sorte de laboratoire de nouveaux concepts d'éducation des enfants ; on y expérimentait également dans les domaines de la littérature, de la poésie lyrique et de la peinture. Il y rencontra d'autres artistes et intellectuels juifs, parmi lesquels Dovid Hofstein, Leib Kvitko et Marc Chagall. Ce dernier avait déjà illustré son recueil de poésies enfantines, Meiselech in fersn, paru en 1918-19.
Sans doute au début de 1921, Kaganovitch quitte Malakovka et part s'établir avec sa famille à Kaunas, en Lituanie. Mais il y rencontre de grandes difficultés pour gagner sa vie, et se décide, comme beaucoup d'intellectuels russes (juifs, comme Ehrenbourg, ou non-juifs, comme Biély, Gorki, Nabokov) à cette époque, à quitter l'Union soviétique pour Berlin. De 1922 à 1924, il travaille comme bénévole à la revue yiddish Milgroim, « La Grenade » (le fruit) ; il en devient, avec son ami Dovid Bergelson, l'un des deux rédacteurs en chef. Il publie aussi un recueil en deux volumes de ses récits symbolistes sous le titre Gedacht (« Pensées »). L'ouvrage rencontre un premier succès littéraire modéré. Lorsque la revue Milgroim cesse de paraître en 1924, il part avec sa famille pour Hambourg, où il sera employé pendant deux ans à la mission commerciale soviétique.
Il rentre en Union soviétique en 1926 et retourne s'établir à Kharkiv avec sa famille. Le recueil Gedacht est également publié en Russie en 1929, avec de légères modifications toutefois. La même année paraît à Kiev un autre volume de récits, Fun meine giter (« De mes possessions »), sans doute en prévision d'une édition berlinoise.
L'entrelacement complexe de métaphores dans ses récits, qui par leurs thèmes renouent avec la mystique hassidique (en particulier la Kabbale, ainsi qu'avec les récits symboliques de Rabbi Nachman de Bratslav) construisent un univers d'images et de paraboles, qui évoquent les textes romantiques de Hoffmann, mais aussi les contes populaires, les histoires et les comptines pour enfants. Le rythme hypnotique de ses longues phrases donne à ses récits une tonalité mystérieusement archaïque. Ils reflètent aussi toutefois la pression croissante que le régime soviétique exerçait à cette époque sur les intellectuels juifs. Les nouvelles de Der Nister évoluent progressivement vers une atmosphère plus sombre, angoissée, virant au cauchemar, à l'absurde et à la folie, dans un monde évoquant parfois Kafka ou Borges ; il se met en scène lui-même dans L'histoire d'un lutin, d'une souris et de Der Nister lui-même.
Der Nister devient à son tour la victime de la censure soviétique de plus en plus sévère. La parution en 1929 dans la revue yiddish russe Di royte velt (« Le monde rouge ») de son récit Unter a ployt (« Au pied de la palissade », son dernier conte) lui attire de violentes critiques. Le Président de l'Union des écrivains yiddishs, Moyshe Litvakov, qui l'avait initialement soutenu avec mesure, initie contre lui une campagne de calomnies, à l'issue de laquelle Der Nister doit couper les ponts avec le symbolisme littéraire. Il s'efforce alors d'orienter son activité littéraire dans le sens du réalisme socialiste, et se met à écrire des reportages. Un recueil de ces reportages paraît en 1934 sous le titre Hoiptstet (« Capitales »).

### Les années 1930
Au début des années 1930, il publie presque uniquement en tant que journaliste et traducteur (notamment des traductions de Léon Tolstoï, Victor Hugo ou Jack London). Ses publications littéraires personnelles se limite à quatre petits recueils d'histoires pour enfants. Dans le même temps, il s'attelle à son œuvre majeure, Di mischpoche Maschber (« La Famille Maschber », ou plutôt « La Famille Crise », Maschber signifiant « crise » en yiddish), une histoire réaliste comparable à la saga familiale des Buddenbrook, transplantée dans sa ville natale de Berdytchev à la fin du XIXe siècle. Les personnages principaux en sont trois frères : Mosche, un homme d'affaires prétentieux qui fait faillite ; Luzi, un homme charitable, mystique et sceptique, qui croit bon gré mal gré à l'éternité du peuple juif (sans doute un autoportrait de Kaganovitch) ; et le Vieux, un altruiste ami de l'humanité.
Le premier tome de la Famille Maschber paraît à Moscou en 1939. L'œuvre est presque unanimement saluée par la critique, et Der Nister semble réhabilité. Mais le succès ne dure guère : l'édition limitée de ce volume est rapidement épuisée, et la Seconde Guerre mondiale, avec l'invasion de l'Union soviétique par les troupes allemandes en 1941 rendent une seconde édition impossible. Le deuxième tome, dédié à sa fille Hodel, qui subit la famine lors du blocus de Leningrad, ne paraîtra qu'en 1948 à New York. Le manuscrit d'un troisième tome, dont Der Nister mentionne l'achèvement dans une lettre, reste disparu jusqu'à aujourd'hui. Ce n'est qu'en 1990 qu'une traduction allemande de La Famille Maschber sera publiée (cet ouvrage a été publié en 1975 chez J.C. Lattès).

### La Seconde Guerre mondiale
Au cours de la guerre, Kaganovitch est évacué à Tachkent. Il y écrit des récits sur l'horreur de la persécution des Juifs dans la Pologne occupée par les Allemands, récits qui lui ont été rapportés de première main par des connaissances. Ces récits rassemblés paraissent en 1943 sous le titre Khurbones à Moscou, où il est retourné avec sa deuxième femme Lena Singalovska, une actrice du théâtre yiddisch de Kiev de l'époque. En même temps, Der Nister s'engage, de même que ses collègues écrivains Itzik Fefer, Peretz Markish et Samuel Halkin, dans le Comité antifasciste juif, mené par le directeur du Théâtre juif d'État de Moscou, Solomon Mikhoels. Il rédige des textes et des requêtes, appels au secours contre les pogroms nazis. Ces textes sont aussi reproduits dans des journaux américains.
En 1947, il est exilé à Birobidjan, près de la frontière chinoise, pour y réaliser un reportage sur la colonie juive auto-administrée voulue par le régime soviétique. Finalement, en 1949, il est emprisonné, dans le cadre de la politique d'élimination des écrivains juifs et de l'anéantissement de la culture juive sur le sol soviétique, ordonnée par l'appareil d'état. Selon les informations soviétiques officielles, il meurt le 4 juin 1950, dans un hôpital carcéral non précisé. C'est l'ouverture récente des archives soviétiques qui a permis de retracer ce que furent ses derniers mois.
Il échappe ainsi à l'exécution réservée le 12 août 1952 à 13 autres écrivains yiddish, membres du Comité antifasciste juif, lors de la Nuit des poètes assassinés.

## Évolution de la critique soviétique
L'attitude de la critique soviétique, et notamment juive soviétique, à l'égard de Der Nister reflète l'évolution de l'ambiance idéologique de l'époque dans ce pays. Les grands théoriciens comme Lénine, Trotsky ou Lounatcharsky s'étaient initialement prononcés pour la liberté individuelle de l'artiste, tant que l'œuvre de celui-ci ne se révélait pas clairement « néfaste sur le plan idéologique » ou « contre-révolutionnaire ». La situation évoluera dramatiquement sous Staline.
Der Nister apparaît initialement influencé par les contes populaires et les récits hassidiques, mais aussi par les symbolistes russes comme Andreï Biély, Vsevolod Ivanov ou Fiodor Sologoub. Les premières critiques hésitent entre éloges et hésitations : l'écrivain Nokhem Oyslender (1893-1948 ?) consacre à Der Nister une étude stylistique approfondie et favorable ; il restera l'un des seuls à ne pas avoir conditionné son point de vue à l'idéologie. En 1919, Moyshe Litvakov (1875-1938 ?) salue en Der Nister « l'un des phénomènes les plus profonds de notre nouvelle littérature » ; il définit trois axes d'études à propos de ce type de littérature : la question de la tradition populaire, en particulier hassidique ; la tension entre judéité et universalisme ; l'engagement idéologique de l'écrivain. Le terme « populaire » reste toutefois ambigu (s'agit-il d'une notion de classe sociale, ou de nation ?) Il sera amené à republier sa critique, amendée, en 1926 : il y remplacera notamment la notion de « secret intellectuel caché » par celle de « secret idéel » et de « sens social » (en continuant à regretter que celui-ci ne soit pas révélé par l'auteur) ; il restera toutefois élogieux de son style.
Cependant, c'est le symbolisme lui-même qui est alors remis en question, notamment par les poètes prolétariens Itzik Fefer et Dovid Hofstein, après le théoricien Plekhanov. Der Nister est défendu par Yitskhok Noussinov (1884-1952), mais au prix de contorsions intellectuelles peu convaincantes. Les critiques prolétariens en viennent à mener une véritable guerre contre les écrits de Der Nister, par le biais notamment de la revue Der Shtern (« l'Étoile »), publiée à Minsk en Biélorussie : Ber Orchanski (1883-1945), Yashe Bronstein (1906-1937) et Khtaskl Dunets s'illustrent dans ces attaques violentes, qui s'en prennent au contenu même des contes. Ils sont rejoints par un autre critique prolétarien, Avrom Abtchouk à Kharkov. Der Nister n'est plus considéré comme apolitique ou dépassé, mais devient à leurs yeux un dangereux idéologue réactionnaire et nuisible, qui défendrait des valeurs d'humilité et de soumission ; on inventera même le néologisme de « nistérisme » pour désigner son symbolisme mystique, qui constituerait « un danger de droite dans la littérature yiddish ». Finalement, c'est le style de Der Nister qui est rejeté (alors qu'il avait réuni au début un consensus, et que la maîtrise de la langue par l'auteur avait été saluée), ce style étant désormais qualifié, par Bronstein par exemple, de « formaliste », « opportuniste », entaché de « négligence théorique » et de « terminologie archaïque ». Dunets évoque « une défiguration et un viol du génie populaire », « un langage inhumain et dégénéré ». Der Nister est même parodié (par Kofsi).
Der Nister ayant dû, devant ces attaques, renoncer au symbolisme, on s'attaquera ensuite à ceux qui l'ont soutenu : Noussinov, Epstein, et Litvakov, qui devra faire son autocritique. De fait, Bronstein, Dunets, Abtchouk, Erik et même Litvakov seront liquidés au cours des purges de 1937-1938. Der Nister et les autres membres du Comité antifasciste juif bénéficieront d'un répit jusqu'en 1947-48, où les persécutions reprendront.

## Postérité
Pendant l'époque stalinienne, les œuvres de Der Nister, comme toute la littérature yiddish, furent totalement passées sous silence. La situation ne commença à évoluer qu'au cours des années 1960. C'est en 1960 que sa mort fut pour la première fois officiellement reconnue. Peu à peu, des fragments de ses œuvres commencèrent à être publiées dans la revue La Patrie soviétique, fondée en 1961. En 1969 fut publié un recueil de ses récits de l'époque de la Seconde Guerre mondiale, sous le titre Widerwuks. Les deux volumes de La famille Maschber furent publiés ensemble en Union soviétique en 1974. Der Nister se trouva ainsi peu à peu réhabilité, sans que cette réhabilitation ne soit prononcée officiellement. La réimpression de ses œuvres se limitait de surcroît à ses écrits « réalistes ».
Der Nister apparaît en tant que personnage du roman The World to Come (« Le Monde à venir ») de Dara Horn, paru en 2006.

## Œuvres
(Liste non exhaustive)
- Gedankn un motivn - lider in prose, Vilna, 1907
- Hecher fun der Erd ("Höher von der Erde"), Varsovie, 1910
- Gesang un gebet, Kiev, 1912 (Recueil de chants)
- Traduction d'une sélection de contes d'Andersen, 1918
- Meiselech in fersn (Récits en vers), 1918/19 (illustré par Marc Chagall; autres éditions : Kiev, Varsovie, Berlin)
- Gedacht, Berlin, 1922/23 (recueil de récits fantastiques et visionnaires, 2e volume)
- Fun meine giter, Kiew 1929 (récits de tonalité pessimiste)
- Hoiptstet, Moscou, 1934
- Sechs meiselech, 1939
- Di mischpoche Maschber, Kiev, 1939 (Vol.1), New York, 1948 (Vol.2)
- Khurbones, Moscou, 1943
- Dertseylung un eseyen, New York 1957 (posthume)
- Widerwuks, Moscou 1969 (posthume)

### Œuvres traduites en français
- Sortilèges. Contes, traduits par Delphine Bechtel, Paris, 1992
- Contes fantastiques et symboliques, traduits par Delphine Bechtel, Cerf, Paris, 1997

## Sources
- (de) Cet article est partiellement ou en totalité issu de l’article de Wikipédia en allemand intitulé « Der Nister » (voir la liste des auteurs).